# Berberosaurus liassicus
Berberosaurus (il cui nome significa "lucertola berbera", in riferimento ai Berberi del Marocco) è un genere estinto di dinosauro neoteropode, forse un ceratosauro, vissuto nel Giurassico inferiore, circa 186 milioni di anni fa (Pliensbachiano-Toarciano), in quella che oggi è la serie continentale di Toundoute, nell'Alto Atlante di Toundoute, Ouarzazate, Marocco. Il genere contiene una singola specie, ossia B. liassicus, il cui nome specifico, liassicus, fa riferimento all'epoca Lias. Berberosaurus, insieme a Saltriovenator, potrebbe essere il più antico ceratosauro conosciuto e si basa su resti postcranici parziali.

## Classificazione
Ronan Allain e colleghi, che hanno descritto Berberosaurus liassicus, hanno eseguito un'analisi filogenetica e hanno scoperto che Berberosaurus potrebbe essere l'abelisauroide più basale noto, più derivato di Elaphrosaurus, Ceratosaurus e Spinostropheus, ma meno derivato di Xenotarsosaurus e degli abelisauri. Berberosaurus si distingue dagli altri teropodi per i dettagli anatomici trovati nelle sue vertebre, i metacarpi, e le ossa degli arti posteriori. La sua carica di abelisauroide spinse il record temporale del gruppo al Giurassico inferiore, e mostra che gli abelisauroidi si erano già diversificati nel Giurassico. Tuttavia, l'analisi filogenetica di Carrano e Sampson (2008) ha invece indicato Berberosaurus come un ceratosauro basale, al di fuori di Neoceratosauria. Successivamente, l'analisi di Xu et al. (2009) lo ha identificato come un dilophosauride in una politomia irrisolta con Dilophosaurus wetherilli, "Dilophosaurus" sinensis, Dracovenator e Cryolophosaurus. La più recente analisi filogenetica eseguita da Ezcurra, Agnolin e Novas (2010) ha recuperato il Berberosaurus in una politomia irrisolta con Ceratosaurus e Abelisauroidea.

## Storia della scoperta
I resti di Berberosaurus furono scoperti durante una serie di spedizioni sull'Alto Atlante all'inizio degli anni 2000. Il taxon si basa su uno scheletro parziale postcraniale associato di un individuo subadulto catalogato nel Muséum d'Histoire Naturelle de Marrakech; Le ossa di questo scheletro comprendono una vertebra cervicale, una parte del sacro, un metacarpo, un femore, parti di una tibia ed entrambi i peroni. Parte di un altro femore è stata anch'essa assegnata al genere. I suoi resti sono stati ritrovati in letti di ossa in depositi di fango. In seguito l'attività tettonica ha colpito le ossa frammentandole.

## Paleobiologia
Berberosaurus, come altri ceratosauri, era un carnivoro bipede. Era di dimensioni moderate; la sua lunghezza stimata dal femore di 50,5 centimetri (19,9 pollici) è paragonabile alla lunghezza del femore data da Gregory S. Paul per animali come Elaphrosaurus (52,9 centimetri; 20,8 in) e Dilophosaurus (55,0 centimetri; 21,7 pollici). I suoi resti furono trovati insieme quelli del sauropode primitivo Tazoudasaurus. Nella stessa zona sono state ritrovate anche orme di stegosauri e alcuni resti estremamente frammentari di coelophysoide. In un'altra formazione contemporanea a quella di Berberosaurus, sono stati ritrovati i fossili di un altro teropode più piccolo (attualmente in preparazione).